# Salto Angel

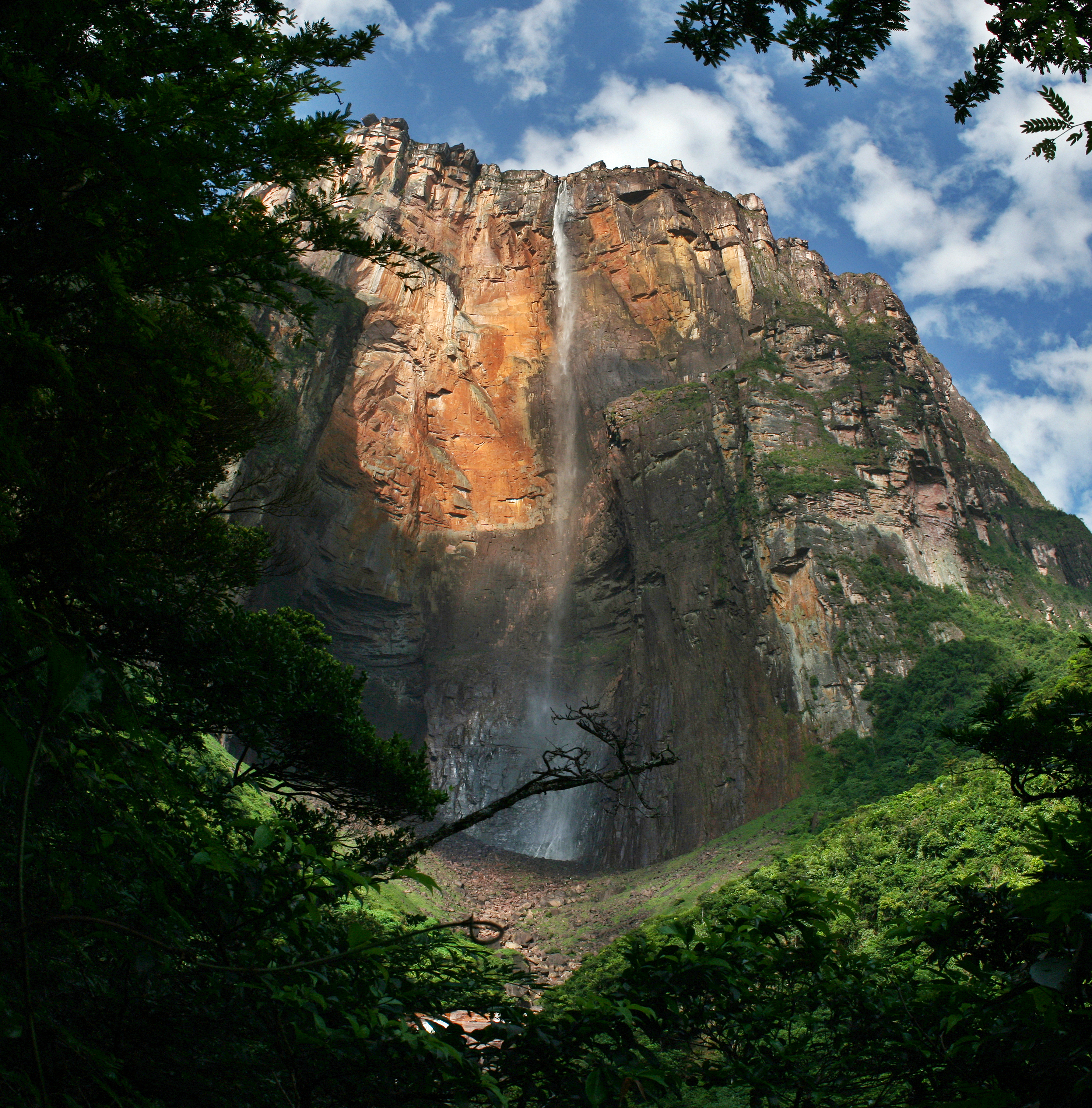
Salto Angel, estat de Bolívar, Veneçuela

Salto Angel (en pemón: Kerepakupai Vena, 'salt del lloc més profund' o Parakupa-vena, «la caiguda des del punt més alt») és el salt d'aigua més alt del món, amb una alçada de 980 m, 807 m dels quals en caiguda ininterrompuda, generada pel tepuy Auyantepui i el riu Churun. Aquest salt d'aigua es troba al Parc Nacional Canaima a l'estat de Bolívar, Veneçuela. Aquesta reserva natural, establerta com a Parc Nacional des del 12 de juny de 1962 i declarada Patrimoni de la Humanitat per la UNESCO el 1994, s'estén per una àrea total de 30.000 km².
És conegut comunament com a Salto Angel en honor de l'aviador nord-americà Jimmy Angel, que el 1937 va donar a conèixer el salt d'aigua. Deu anys abans, el 1927, Fèlix Cardona i Puig, juntament amb Joan Maria Mundó i Freixes, van documentar l'existència d'aquest salt, després de diverses expedicions per la Guaiana veneçolana. Fou mitjançant Fèlix Cardona que Jimmy Angel va saber d'aquesta cascada. El Salto Angel també és conegut erròniament com a Churun-Merú, nom que correspon realment a un altre salt d'aigua al mateix Tepuy i que mesura al voltant de 400 m d'alçada.